# Stefan Mykhailovich Kozik
Stefan Mykhailovich Kozik (Varsavia, 15 maggio 1902 – Tashkent, 21 febbraio 1979) è stato un astronomo russo.
Stefan Mykhailovich Kozik è stato un astronomo russo di origine polacca : ha lavorato prima presso l'osservatorio di Ashkhabad in Turkmenistan  poi presso l'osservatorio di Tashkent . È noto per aver scoperto due comete non periodiche a lungo periodo, la C/1936 O1 Kaho-Kozik-Lis e la C/1939 B1 Kozik-Peltier.

## Riconoscimenti
Nel 1936 ha ricevuto la 157° Medaglia Donohoe . Nel 1939 ha ricevuto la 166° Medaglia Donohoe .